# 岡村弘之
岡村 弘之（おかむら ひろゆき、1934年5月15日 - ）は、日本の材料強度学・破壊力学者。東京大学名誉教授、東京理科大学元学長。日本機械学会・日本高圧力協会技術協会の会長など歴任。瑞宝中綬章受章。

## 略歴
- 新潟県出身[2]
- 1953年：新潟県立長岡高等学校卒業
- 1957年：東京大学工学部機械工学科卒業
- 1962年：同博士課程修了、工学博士（論文タイトルは『バウシンガ効果に関する研究』[3]）
- 1963年：東京大学助教授就任
- 1973年：東京大学教授就任
- 1995年：東京大学名誉教授
- 1995年：東京理科大学理工学部教授、その間、東京大学工学部長、東京理科大学理工学部長併任
- 2002年：東京理科大学学長
- 2013年：瑞宝中綬章受章[4]

## 著書
- 『線形破壊力学入門 破壊力学と材料強度講座』培風館、1976年。
- 『強度の統計的取扱い―構造強度信頼性工学 (破壊力学と材料強度講座)』培風館、1979年。

## 翻訳
- 『材料科学 2 材料の強度特性』C.R.バレット著,岡村 弘之(翻訳)、培風館、1980年。